# Ѥ
Ѥ (minuskule ѥ) je již běžně nepoužívané písmeno cyrilice. Používá se pouze v liturgických textech. V současné ruštině mu výslovností odpovídá písmeno Е, v současné ukrajinštině mu výslovností odpovídá písmeno Є.
Písmeno Ѥ nemá odpovídající protějšek v hlaholici.